# NGC 85
Az NGC 85 egy lentikuláris galaxis az Andromeda (Androméda) csillagképben.

## Felfedezése
Az NGC 85 galaxist Ralph Copeland fedezte fel 1873. november 15-én.

## Tudományos adatok
A galaxis 6204 km/s sebességgel távolodik tőlünk.